# Live at the Carousel Ballroom 1968
Live at the Carousel Ballroom 1968 es el cuarto álbum en vivo de Big Brother and the Holding Company y Janis Joplin, publicado en 2012 por Columbia Records. El álbum fue grabado por Owsley Stanley en 1968.

## Lista de canciones
1. "Combination of the Two" - 4:35
2. "I Need a Man to Love" - 6:39
3. "Flower in the Sun" - 3:11
4. "Light is Faster Than Sound" - 6:02
5. "Summertime" - 4:35
6. "Catch Me Daddy" - 5:07
7. "It's a Deal" - 2:28
8. "Call on Me" - 4:04
9. "Jam - I'm Mad" - 6:51
10. "Piece of My Heart" - 4:49
11. "Coo Coo" - 6:22
12. "Ball & Chain" - 9:22
13. "Down on Me" - 2:44
14. "Call on Me" - 3:56

## Personal
- Janis Joplin - Voz
- Sam Andrew - Guitarra
- Peter Albin - Bajo
- David Getz - Batería
- James Gurley - Guitarra